# أنطوانيت فرانك
أنطوانيت فرانك (بالإنجليزية: Antoinette Frank) هي ضابطة شرطة أمريكية، ولدت في 30 أبريل 1971 في أوبلوساس في الولايات المتحدة.